# Proplaste
Les proplastes sont des petits organites spécifiques des cellules végétales de structure simple et non différenciés que l'on trouve généralement dans les méristèmes, tissus composés de petites cellules indifférenciées se divisant activement. Ils sont petits (à peine plus gros que des mitochondries), et leur stroma, entouré d'une double membrane limitante, contient quelques rares et brèves lamelles et quelques vésicules. Les proplastes se multiplient probablement par scissiparité pour se maintenir dans les cellules méristématiques en division.
La maturation d'un proplaste en plaste fonctionnel est corrélée à la différenciation de la cellule dans lequel il se trouve. Ainsi, un proplaste situé dans une cellule exposée à la lumière se transformera préférentiellement en chloroplaste, ce qui se traduit par un agrandissement substantiel, la formation de nombreuses lamelles à partir des vésicules qui se forment par invagination de la membrane interne du proplaste, qui formeront progressivement des grana et l'accumulation de pigments dont la chlorophylle. D'autre part, on observe la formation de leucoplastes qui pourront se différencier en d'autres types de plastes comme les amyloplastes dans les tubercules de pomme de terre. Les chromoplastes seront observés dans des organes colorés comme les pétales.

## Comparaison

Les différents types de plastes.

Interconversions plastidiales.

Proplaste
- Plaste
  - Chloroplaste et étioplaste
  - Chromoplaste
  - Leucoplaste
    - Amyloplaste
      - Statolithe

    - Oléoplaste
    - Protéinoplaste